# 1119 Euboea
Euboea (asteróide 1119) é um asteróide da cintura principal com um diâmetro de 31,49 quilómetros, a 2,2120767 UA. Possui uma excentricidade de 0,1532394 e um período orbital de 1 542,25 dias (4,22 anos).
Euboea tem uma velocidade orbital média de 18,4277774 km/s e uma inclinação de 7,86742º.
Esse asteróide foi descoberto em 27 de Outubro de 1927 por Karl Reinmuth.